# 妻駅
妻駅（つまえき）は、かつて宮崎県西都市大字妻に存在した、日本国有鉄道（国鉄）妻線の駅（廃駅）である。
1984年（昭和59年）12月1日、妻線の廃止に伴い廃駅となった。

## 歴史
- 1914年（大正3年）4月26日：宮崎県営鉄道の駅として開業[1]。一般駅[1]。
- 1917年（大正6年）9月21日：宮崎県営鉄道が国有化され、鉄道院妻軽便線（→妻線）の駅となる[1]。
- 1922年（大正11年）8月20日：当駅 - 杉安駅間が延伸開業。
- 1944年（昭和19年）12月1日[1][注釈 1]：当駅 - 杉安駅間が、不要不急線として営業休止となる[2]。
- 1947年（昭和22年）3月20日：当駅 - 杉安駅間の営業を再開[3]。
- 1971年（昭和46年）10月4日：貨物の取り扱いを廃止[1]。
- 1984年（昭和59年）
  - 2月1日：荷物の取り扱いを廃止[1]。
  - 12月1日：妻線の全線廃止に伴い、廃駅となる[1]。

## 駅構造
駅廃止時は、島式ホーム1面の片側のみを使用する1線を有する委託駅であったが、列車行き違い設備は温存されていた。

## 駅周辺
西都市の中心市街地。駅に隣接して国鉄バス妻自動車営業所があり、日肥線が湯前線湯前駅までを結んでいた。

## その他
「妻の入場券」という歌があったほどで入場券が人気があり、鉄道ファンの間でも有名であった。この入場券の知名度を上げるきっかけとなったのが、歌手の山口百恵であった。1980年（昭和55年）に宮崎県の山口百恵ファンが、妻駅の入場券をプレゼントしたことを、人気テレビ番組の『ザ・ベストテン』で取り上げたことがきっかけで、爆発的人気を博し、一年間で約10万枚も売り上げた。これは当時の妻駅での、入場券売り上げ20年間分に相当するものであった。

## 隣の駅
日本国有鉄道
妻線
黒生野駅 - 妻駅 - 穂北駅